# يسقم (يهر)

تعديل مصدري - تعديل

يسقم هي إحدى قرى عزلة يهر بمديرية يهر التابعة لمحافظة لحج، بلغ تعداد سكانها 177 نسمة حسب تعداد اليمن لعام 2004.